# Лиелстраупский замок
Лие́лстраупский за́мок (латыш. Lielstraupes pils), ранее Гросс - Роп (нем. Schloss Groß-Roop) — памятник архитектуры в Цесисском крае Латвии.

## История

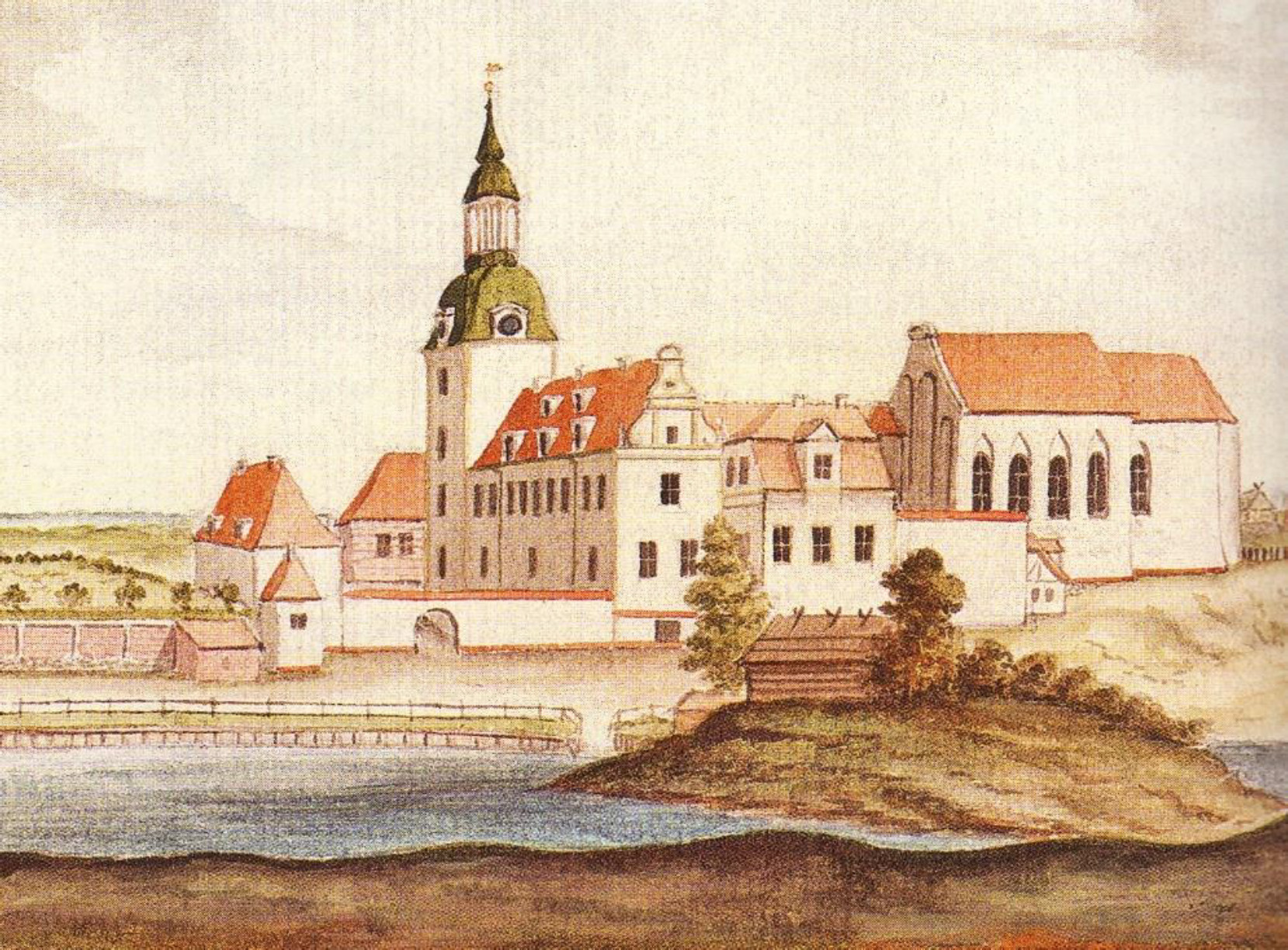
Замок Гросс-Роп, 1778

Возник как резиденция вассала рижского архиепископа. Указанная над сводом ворот за́мка дата (1263) считается годом его строительства.
Около 1600 года была возведена башня.
Со второй половины XIII века до 1625 года замок принадлежал семье Розен. Во времена польского владычества в замке размещался монастырь.
С 1723 года замок принадлежал губернатору Петеру де Ласси, затем генерал-губернатору Джорджу Броуну.
В 1866 году замок был приобретён генералом бароном Иоганном Густавом фон Розен (1797—1872) и вновь оставался собственностью семьи Розен до отъезда Ганса Розена в Германию в 1939 году.
Серьёзно повреждённый огнём в 1905 году, замок был восстановлен в 1906—1909 годах архитектором Вильгельмом Бокслафом.
Постепенно вблизи замка сформировалось современное село Страупе.
В годы советской власти, с 1949 по 1959 год, в замке разместилась машинно-тракторная станция. В это время здесь также были оборудованы учебные помещения, мастерские и общежитие трактористов. С 1963 года до 1 января 2018 года в замке размещалась наркологическая больница. Из интерьеров сохранились дубовая лестница, дверные полотна и паркет, а также красивые изразцовые печи, построенные в начале XX века. На выходящей во внутренний двор стене башни замка находятся часы из деревянных деталей.